# Великанов, Александр Александрович (архитектор)
Алекса́ндр Алекса́ндрович Велика́нов (2 июля 1938, СССР — 18 января 2024, Москва, Россия) — советский и российский архитектор и сценограф, профессор Московского Архитектурного института, лауреат Государственных премий СССР и РФ. Почётный член Российской академии архитектуры и строительных наук.

## Биография
Родился 2 июля 1938 года. Сын архитектора Александра Петровича Великанова (1900—1955). Дед актёра Ивана Колесникова (род. 1983).
Принимал участие в ряде крупных театральных проектов — театр Натальи Сац, Центр оперного пения Галины Вишневской на Остоженке и большой концертно-театральный комплекс в Ханты-Мансийске. В качестве художника-сценографа осуществил более пятидесяти театральных постановок в различных театрах страны.
Григорий Ревзин о нём: «Что же касается Александра Великанова, то это вообще чрезвычайно редкая птица на нашем архитектурном небосклоне — попробуйте найти другого русского архитектора старшего поколения, о котором с восторгом, с искренним чувством восхищения отзывались бы Резо Габриадзе, Андрей Битов, Тонино Гуэрра, — не получится».
Автор книги «Дворец советов СССР. Создание невозможного» — о Дворце Советов, история проектирования и «нестроительства», участником которых был сам автор книги, а также его отец.
Указом Президента РФ от 27.01.1997 №53 за заслуги в научной деятельности получил почётное звание «Заслуженный архитектор Российской Федерации» как «главный архитектор Государственного института по проектированию театрально-зрелищных предприятий «Гипротеатр», город Москва». Государственная премия РФ в области литературы и искусства (1994) — как художнику-постановщику в спектакле Творческого центра имени Вс. Мейерхольда «Нумер в гостинице города NN» (Н. В. Гоголь «Мёртвые души»).
Скончался 18 января 2024 года в своей квартире в Москве на улице 1905 года в возрасте 85 лет.

## Постройки

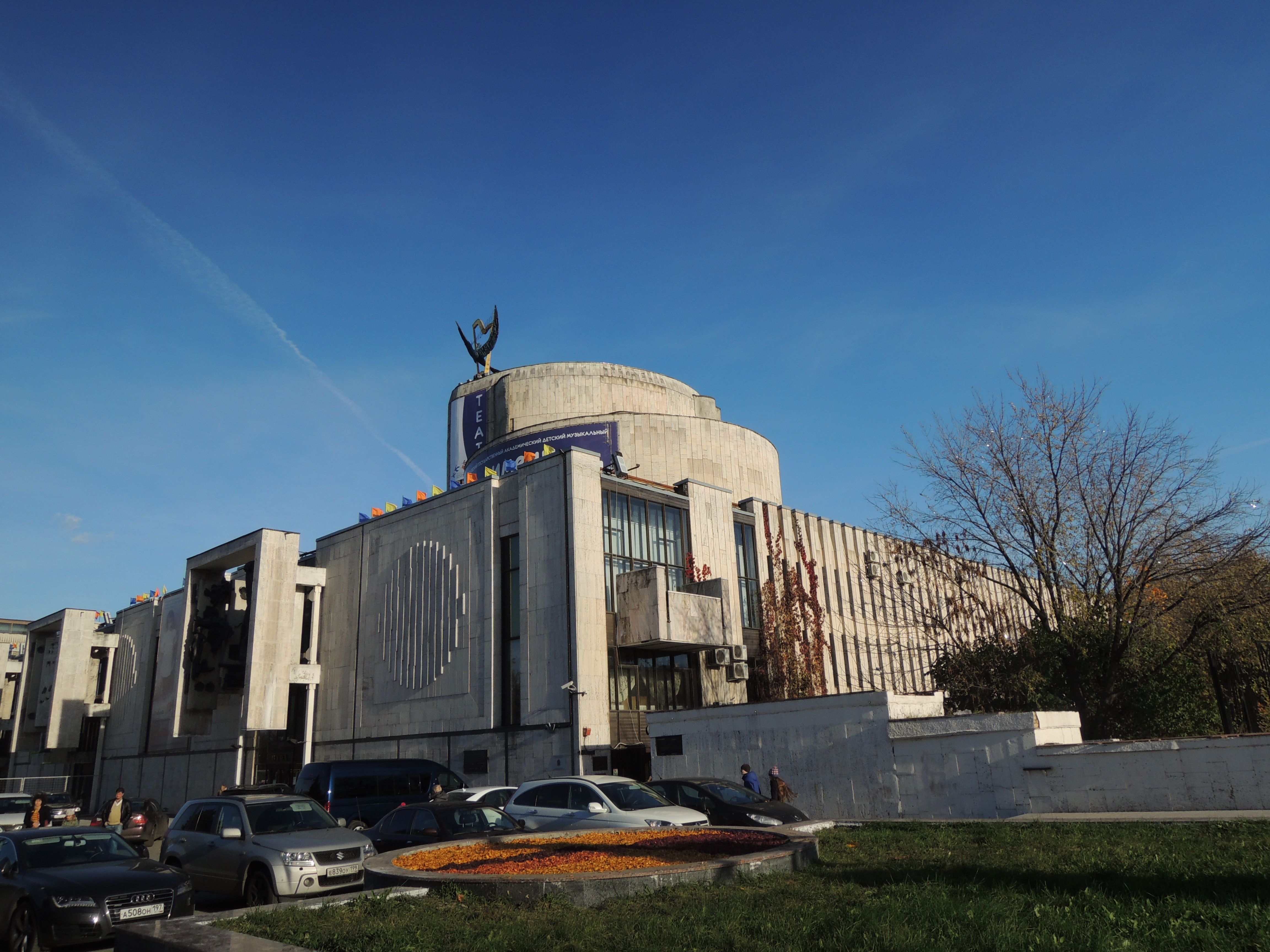
Театр Натальи Сац

- Московский государственный академический детский музыкальный театр имени Н. И. Сац. В 1979 году театр переехал в собственное новое здание на проспекте Вернадского, спроектированное и построенное специально для него. «Уникальное здание было построено в 1979 году по индивидуальному проекту архитекторов Александра Великанова и Владилена Красильникова. Главным консультантом всей концепции была сама Наталья Сац. В комплекс здания также входят работы известных скульпторов и художников. А в 1981 году работа создателей театра была удостоена Государственной премии»[6]. В 1998 году перед зданием театра установили памятник Наталии Сац. Одним из авторов проекта является Великанов[12][13].
- Камерный театр им. Б. Покровского на Никольской улице в Москве.
- Центр оперного пения Галины Вишневской (бывш. школа оперного искусства) на улице Остоженка (дом 25). Автор  оперного театра в 2002 г.
- Театральный центр СТД на Страстном бульваре в Москве (2003 г.).
- Дом культуры ЗакВО в  Визиани (Грузия)
- Выступал в качестве одного из авторов проекта здания московского театра Александра Калягина Et Cetera, однако попросил убрать своё имя[14].

## Проекты
- Театр в Усть-Каменогорске.
- Консерватория в Алма-Ате.

## Публикации
- А. А. Великанов. «Единственный в мире» (о проектировании Детского музыкального театра). — Москва: Знание, 1982. — 48 с.
- А. А. Великанов. Дворец советов СССР. Создание невозможного. — Москва: Улей, 2014. — 77 с. — ISBN 987-5-91529-031-9.
- А. Великанов. Мешай дело с бездельем.... — Москва: КДУ, 2013. — 177 с. — ISBN 978-5-98227-907-1.